# 聖奧爾本斯 (西維吉尼亞州)
38°22′49″N 81°49′11″W / 38.38028°N 81.81972°W
聖奧爾本斯（英語：St. Albans, West Virginia）美国西維吉尼亞州卡諾瓦縣的一個城市，小部份位於，位於煤河注入卡諾瓦河處。面積9.6平方公里。根據美國2000年人口普查，人口11,567人。
1816年建城，1866年設市。1871年改以佛蒙特州的聖奧爾本斯為名至今。